# Stefan Westerwelle

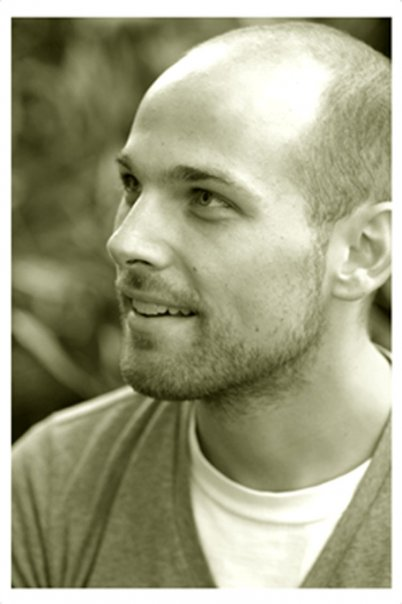
Stefan Westerwelle (2008)

Stefan Westerwelle (* 5. März 1980 in Detmold) ist ein deutscher Filmregisseur.

## Leben
Nach seinem Abitur 1999 am Christian-Dietrich-Grabbe-Gymnasium Detmold absolvierte Westerwelle Praktika in Werbeagenturen und belegte Kurse an der Musik- und Kunstschule der Stadt Bielefeld in den Bereichen Video, Film, Fotografie und Bildende Kunst. Von 2001 bis 2006 absolvierte er ein Studium im Fachbereich Film/Fernsehen der Kunsthochschule für Medien in Köln, seine Professoren waren Jeanine Meerapfel und Matthias Müller. Im Rahmen dieses Studiums entstanden Kurzfilme (Weil nun die Nacht kommt, Fern von Dem, Nach oben offen, Denk dir uns Zwei) sowie der Animationsfilm Simplicity and Complexity is one für die Abschlussshow des örtlichen Central Saint Martins College of Art and Design während der London Fashion Week.
Sein erster langer Spielfilm Solange Du hier bist wurde 2006 in den Wettbewerb Cinéastes du Présent des Internationalen Filmfestivals von Locarno eingeladen und dort von der Jury besonders erwähnt. Der Film lief weiterhin auf weiteren Festivals weltweit und gewann weitere Preise, u. a. den Diversity Award und den Großen Preis der Stadt Terrassa beim Filmfest Barcelona 2006, den Ottavio Mai Award beim Torino Film Festival 2007 und den Queer Lisboa Award beim Filmfest Lissabon 2007 sowie den Sonderpreis in Gold des Deutschen Kurzfilmpreises 2006 für Filme über 30 Minuten. 2008 wurde Westerwelle mit dem Förderpreis des Landes Nordrhein-Westfalen ausgezeichnet. Im Jahre 2012 stellt er den Dokumentarfilm Detlef her, in dem er, gemeinsam mit Jan Rothstein, das Leben des Schwulenrechtsaktivisten Detlef Stoffel porträtiert. Der Dokumentarfilm war 2012 offizieller Beitrag im Panorama der 62. Internationalen Filmfestspiele Berlin. In derselben Sektion präsentierte er ein Jahr später seinen Spielfilm Lose Your Head.
Neben seiner Arbeit als Regisseur ist Westerwelle auch als Drehbuchautor und Szenenbildner tätig. Im Oktober 2024 wurde er Mitglied der Deutschen Filmakademie.

## Filmografie
- 2006: Solange Du hier bist (Regie, Drehbuch)
- 2012: Detlef (Dokumentarfilm: Regie)
- 2013: Lose Your Head (Regie)
- 2018: Matti und Sami und die drei größten Fehler des Universums (Regie, Drehbuch)
- 2020: Into The Beat – Dein Herz tanzt (Regie, Drehbuch)
- 2021: Geheime Schatten (Regie)
- 2023: KANNAWONIWASEIN (Regie)